# Begonia antsingyensis
Espèce
Begonia antsingyensis est une espèce de plantes de la famille des Begoniaceae. Ce bégonia est originaire de Madagascar. L'espèce fait partie de la section Quadrilobaria. Elle a été décrite en 1971 par Gérard-Guy Aymonin (1934-2014) et Jean Bosser (1922-2013) à la suite des travaux de Henri Jean Humbert (1887-1967). L'épithète spécifique antsingyensis fait référence aux Tsingy de Bemaraha, des formations rocheuses traversées de cavités profondes.  

## Répartition géographique
Cette espèce est originaire du pays suivant : Madagascar.